# Бартолти-Малі
Бартолти-Малі (пол. Bartołty Małe, нім. Klein Bartelsdorf) — село в Польщі, у гміні Барчево Ольштинського повіту Вармінсько-Мазурського воєводства.
У 1975-1998 роках село належало до Ольштинського воєводства.